# Thelypteris ctenitoides
Thelypteris ctenitoides är en kärrbräkenväxtart som beskrevs av Alan Reid Smith. Thelypteris ctenitoides ingår i släktet Thelypteris och familjen Thelypteridaceae. Inga underarter finns listade.